# تيميشوارا

شعار المدينة

الكاتيدرائية الأورثوذوكسية بتيميشوارا

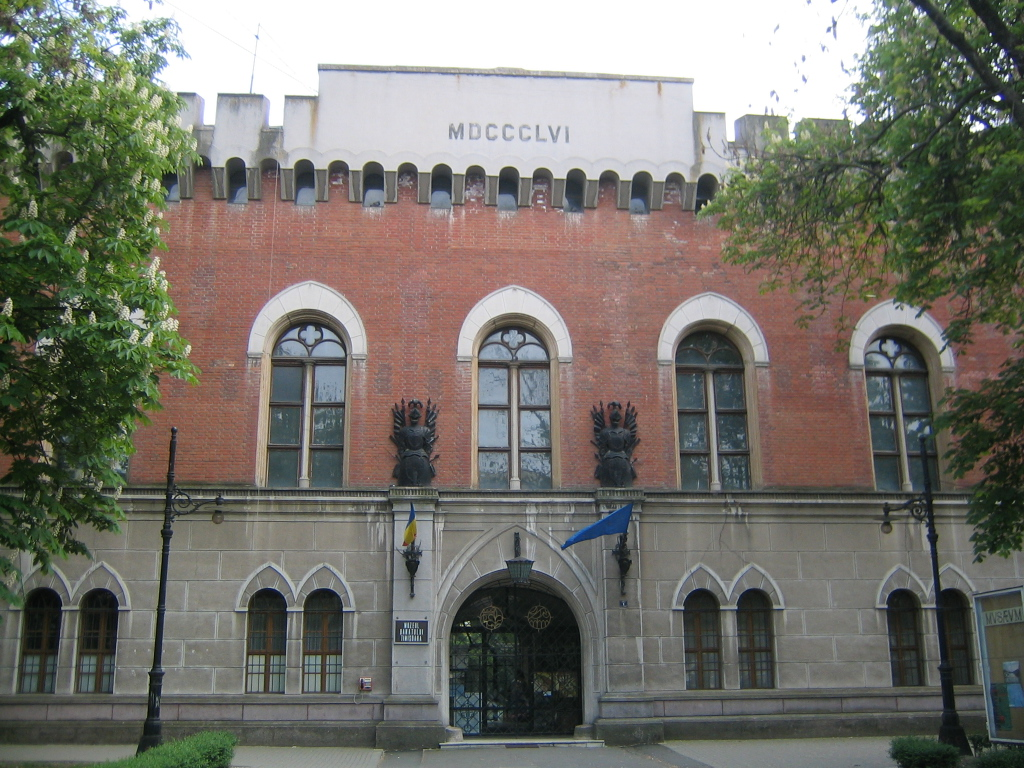
قلعة هونيادي في المدينة

تيميشوارا أو تنيسبر كما سماها الإدريسي، هي مدينة في منطقة بانات في غرب رومانيا. عدد سكانها أكثر من 311.000 نسمة عام 2009 وهي عاصمة محافظة تيميش (بالرومانية Timişoara, بالألمانية Temeschwar أو Temeschburg أو Temeswar, بالمجرية Temesvár, بالصربية Temišvar, بالبلغارية Timišvár) بالترجمة (القلعة الواقعة على تيميش) وتيميش هو نهر يقع بمقربة من هذه المدينة، هذا النهر كان يسمى من قبل قدماء الرومان Tibisis أو نهر تيميس. وتقع حاليا على قناة البيغا.

## نظرة عامة
تعد تيميشوارا واحدة من أكبر المدن في رومانيا، فهي تعد مركزا اقتصاديا وثقافيا في إقليم بانات في غرب البلاد. تشتهر بالكاتدرائية الأرثوذكوسية التي تعتبر مقر المطرانية، يوجد مسرح للأوبرا، وآخر للحفلات الموسيقية، والذي يشتهر بتصميمه الداخلي المستغل لخاصية الصوت والصدى.
تعتبر تيميشوارا مدينة متعددة الثقافات مع وجود أقليات مؤثرة، كالمجر والألمان والصرب
الإيطاليين واليونانيين. كما أنها مسقط رأس جوني فايسمولر (وهو سباح أولمبي عرف بأدائه لدور طرزان).
يطلق على المدينة اسم«فيينا الصغيرة» لانها كانت تنتمي ولفترة طويلة إلى إمبراطورية هابسبورغ، كما أن مركز المدينة بمجمله مؤلف من أبنية مبنية في عهد كايسير(قيصر)، مما يذكّر بأبنية فيينا القديمة. تعتبر تيميشوارا مركزا جامعيا مهما وبالأخص فيما يتعلق بدراسات الطب، والميكانيك، والإلكتروتكنولوجي. كما أن المدينة تعتبر مدينة صناعية؛ فقد كانت أول مدينة أوروبية تنار شوارعها بالمصابيح الكهربائية في العام 1884.هناك مزاعم كثيرة بأن غوستاف إيفل، المبتكر لبرج إيفل في باريس، بنى أحد جسور تيميشوارا على البيغا.
تتألف المدينة القديمة من الأحياء التاريخية والعديد من الساحات التاريخية:
- Cetate أو القلعة
- Iosefin أو منطقة يوسيفين
- Piata Uniri أو ساحة الوحدة
- Piata Traian أو ساحة ترايان
- Soarele أو الشمس
- fabrica de bere أو مصنع البيرة(الجعة)

العديد من الحانات، والنوادي الليلية والمطاعم قد افتتحت في المركز القديم في الساحة القديمة المبنية على الطراز الباروكي.

## التاريخ
أول ذكر موثق لهذه المدينة يعد مثارا للجدل؛ فقد حدد بعض المؤرخين أول ذكر لهذه المدينة بتاريخ 1212م، بينما حدده آخرون بالعام 1266م. في العام1175م، تم ذكر مقاطعة تيميش، ولكن المصادر لم تتطرق إلى ذكر المركز الاقتصادي والإداري للمقاطعة. في التاريخ الذي ذكرت فيه مدينة تيميشوارا للمرة الأولى، كانت المدينة تنتمي إلى مقاطعة تيميش، وهي مقاطعة كانت تشكل وحدة إدارية إقليمية للمملكة الهنغارية. الإقليم الذي عرف فيما بعد بـ(بانات) بمركزه الإداري في (أوربيس موريسينا)، كان قد انتزع من قبل (الهنغار) الهنغاريين في حدود العام 1030م، وألحق بالمملكة الهنغارية.
و بسبب وقوع المدينة في نقطة إستراتيجية يمكن التحكم منها بقسم كبير من سهول بانات؛ فقد أخذت أهمية كل من مدينة تيميشوارا ومقاطعة تيميش بالتزايد شيئا فشيئا.
تلقت تيميشوارا دفعا كبيرا في زمان حكم الملك كارول روبيرت دي أنيو الذي (و من بعد زيارته للمدينة عام 1307)، أمر ببناء قصر ملكي فيها. وعند حدوث فوضى معادية قام هذا الملك بنقل عاصمة هنغاريا إلى تيميشوارا.
حلقة مميزة من تاريخ تيميشوارا يمثلها حصار قلعة المدينة من قبل جيش من الثوار القرويين بقيادة جيورجي دويا. الجيوش الثائرة المؤلفة من عبيد الأرض (المرابعين) من المجر والرومان والصرب والكروات و السلوفاك حققت العديد من الانتصارات في مواجهة جيوش النبلاء، ولكن ما لبثوا أن هزموا بالقرب من تيميشوارا من قبل الحاكم إيوان زابوليا. ويقال بأن المكان الذي تعرض فيه (دويا) قائد الثورة لعملية إعدام فظيعة (بوضعه على كرسي من الحديد الأحمر وحرقه حيا) يقع في مكان تمثال القديسة ماري من الساحة التي تحمل اسمها في حي يوسيفين. ومع ذلك فإن آخر الفرضيات تزعم بأن إعدام (دويا) قد تم بالقرب من القصر، ما أمكن النبلاء من متابعة الإعدام.
في العام 1522م هاجم جيش عثماني مؤلف من 160000 جندي بقيادة أحمد باشا مدينة تيميشوارا، ونجح في انتزاعها، وحولها إلى باشاوية(pashalik). ولمدة تقارب الـ(200) عام، ظلت تيميشوارا خاضعة للهيمنة العثمانية، حيث كانت المدينة خاضعة لسيطرة السلطان المباشرة، فقد امتلكت وضعا خاصا مشابها لأوضاع مدن أخرى كبلغراد وبودابست. عرفت القلعة خلال الحكم العثماني تحولات مهمة، فقد حولت الكنائس إلى مساجد، كما أن أعدادا من المسلمين استوطنت المدينة، وتحول الحصن إلى قاعدة إستراتيجية للعثمانيين. وبالرغم من كل هذا؛ فقد كانت مرحلة الاحتلال التركي مرحلة سلام نسبي؛ حيث استخدمت تيميشوارا كنقطة انطلاق إستراتيجية للحملات العثمانية باتجاه الشمال الشرقي.
بعد محاولات متكررة نجح إوجينيو دي سافويا في انتزاع القلعة من أيادي الاتراك عام 1716م مفسحا الطريق أمام الهيمنة النمساوية المجرية لأكثر من 200 عام. لم يتوحد إقليم بانات مع رومانيا إلا عام 1920م، أما في تيميشوارا فقد استتبت الإدارة الرومانية للمدينة في العام عينه.
في الـ 16 من كانون الأول/ديسمبر 1989م، بدأت من تيميشوارا الثورة الشعبية التي أطاحت بنظام حكم الحزب الشيوعي الذي كان يقوده نيكولاي تشاوتشيسكو. وفي الـ 20 من الشهر نفسه، تجمع العديد من المتظاهرين قرب مركز المدينة، وأعلنت كأول مدينة في رومانيا يسقط النظام الشيوعي فيها؛ فبعد مواجهات دموية مع قوى الأمن، والتي خلفت أكثر من 1000 قتيل والآف الجرحى، سقط الحكم بعد أسبوع من تاريخ تلك الأحداث في المدينة.

## الوضع السكاني
يبلغ عدد سكان تيميشوارا 311,586 نسمة (إحصاء 2009). معدل النمو السكاني السنوي يبلغ 1,5%.
14,2% من السكان تحت سن الـ15، و 4% تفوق أعمارهم الـ75.
الخليط القومي لسكان تيميشوارا:
عام 1582م كانت غالبية سكان المدينة من المجر. وبعد الاحتلال التركي للمدينة تغير وضعها السكاني بشكل هائل؛ لتصبح ذات غالبية تركية مسلمة، مع وجود أقليات من الصرب واليهود والغجر.
بعد أن انتزعت إمبراطورية (هابسبورغ) هابسبورغ المدينة من الأتراك، هاجر الأتراك المسلمون من المدينة.
وبحسب معطيات العام1720م، كانت المجموعة القومية الأكبر في المدينة هي الصربية، مع أقلية رومانية. وعام 1910م كان عدد سكان المدينة 72,555 نسمة، فكانوا على النحو الآتي:
43,6%: ألمان، و 39,3%: مجر، و 10,4%: رومان، و 3,482%: صرب.
بعد الحرب العالمية الثانية، ونتيجة لتطور المدينة وهجرة الناس من الريف الروماني المحيط باتجاه المدينة، أصبح الرومان يشكلون أكثرية السكان في المدينة.

## الاقتصاد
لطالما اعتبرت مدينة تيميشوارا مركزا اقتصاديا مهما منذ القرن الثامن عشر عندما استتبت إدارة هابسبورغ. وبفضل الاحتلال النمساوي للمدينة، والتنوع الإثني والديني والتجديد المستمر في القوانين، بدأ الاقتصاد ينمو؛ فقد قام الفنانون والحرفيون المستقرون في المدينة بتأسيس نقابات فيها، مشرعين الأبواب أمام نمو تيميشوارا الاقتصادي.
أدخلت معظم التجديدات خلال الثورة الصناعية. وقد كانت المدينة الأولى التي أنيرت شوارعها في المملكة عام 1884 ، والمدينة الأولى في أوروبا التي أنيرت بالكهرباء. وفي تلك المرحلة أيضا، تم شق قناة البيغا؛ فكانت أول قناة جاهزة للملاحة في الأراضي الرومانية الحالية. وبهذه الطريقة، استطاعت المدينة أن تتواصل مع أوروبا والعالم من خلال البحر الأسود؛ مما أدى إلى تطور التجارة.
و في القرن التاسع عشر، وصل نظام السكك الحديدية في المملكة الهنغارية إلى تيميشوارا؛ فكانت أول مدينة امتلكت طرقا دولية في رومانيا الحالية؛ وهكذا باتت المدينة تمتلك كل ما تتطلبه التجارة.
في السنوات الأخيرة، حققت تيميشوارا قفزة اقتصادية فيما يتصل بالاستثمارات الأجنبية، وخصوصا في مجالات الـ(تقنية عالية)؛ حيث تعتبر تيميشوارا المدينة الثانية ازدهارا في رومانيا بعد العاصمة (بوخارست).
كما أن كثيرا من النقاشات قد أثيرت حول إمكانية تعميم ما سمي بـ «نموذج تيميشوارا» على باقي المدن الرومانية.
فضلا عن الاستثمارات المحلية العديدة، أنجز الاتحاد الأوروبي الكثير من الاستثمارات الضخمة في تيميشوارا، بالأخص من قبل ألمانيا وإيطاليا والولايات المتحدة.
فمثلا؛ تقوم continental بإنتاج الإطارات منذ عدة سنوات، ومن الجدير بالذكر بأن عملها قد توسع بشكل كبير. كما أن شركةlinde تنتج (الغازات التقنية). أما شركة Draexelmaier، فتنتج بعض القطع للـ BMW وأودي. ودشنت مؤخرا في المدينة مقرات ومصانع وفروع لشركات عالمية عملاقة؛ مثلSolectron وProcter&Gamble الأميركيّتين، وشركة nestle السويسرية.

## النقل
النقل العمومي في تيميشوارا مؤلف من 11 خط للترامفاي،9 للحافلات الكهربائية، و 15 خط للحافلات.
تمتلك المدينة ثاني أكبر مطار في رومانيا وهو مطار ترايان فويا الدولي الذي هو محور لثاني أكبر خطوط جوية رومانية كارباتإير.تتصل المدينة بسلسلة من المدن الأوروبية والرومانية المهمة.كما تعتبر المدينة مركزا مهما للسكك الحديدية.

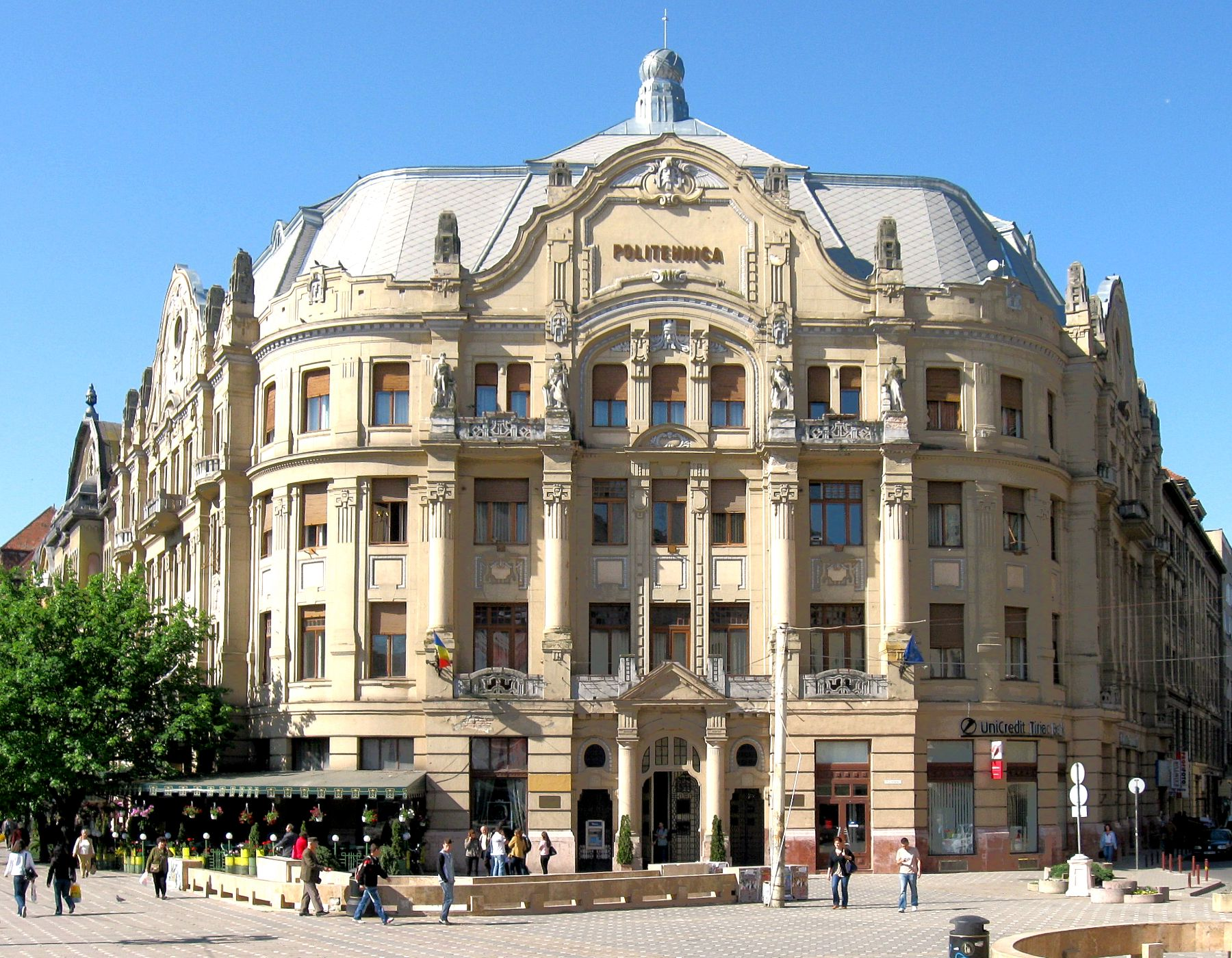
جامعة الهندسة

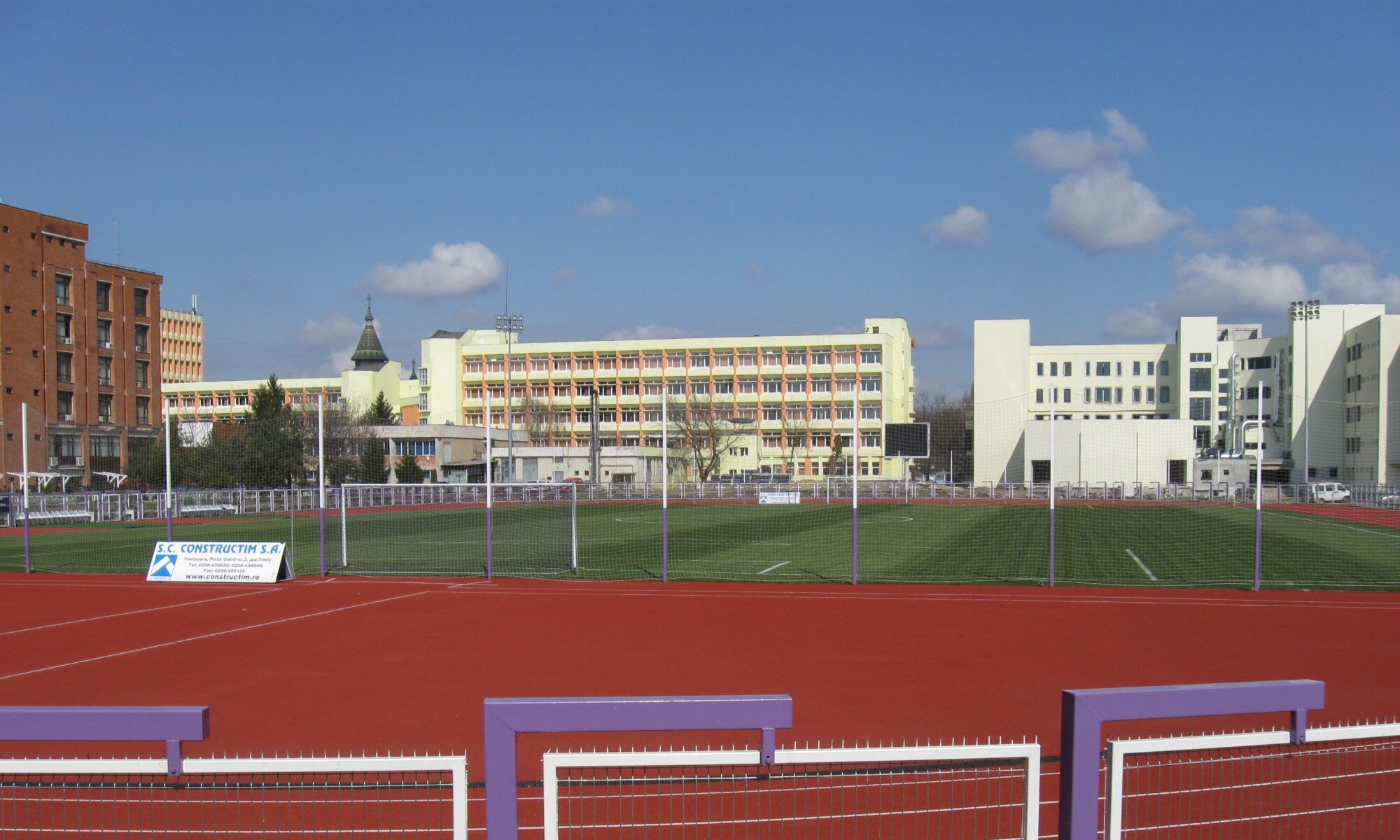
كلية الرياضة

## التعليم
تضم المدينة عدة جامعات أهمها جامعة الغرب، جامعة العلوم الهندسية و جامعة الطب والصيدلة.

## وصلات خارجية
- Timisoara Tourism En (بالرومانية)